# Anaja
Anaja (gr. Ανάγεια) – wieś w Republice Cypryjskiej, w dystrykcie Nikozja. W 2011 roku liczyła 1514 mieszkańców.